# Alucita ochrozona
Alucita ochrozona är en fjärilsart som beskrevs av Edward Meyrick 1910. Alucita ochrozona ingår i släktet Alucita och familjen mångfliksmott, (Alucitidae). Inga underarter finns listade i Catalogue of Life.

## Bildgalleri

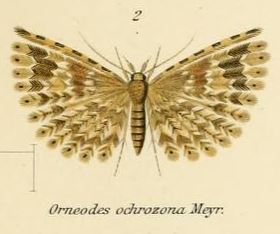